# Petronella van Rome

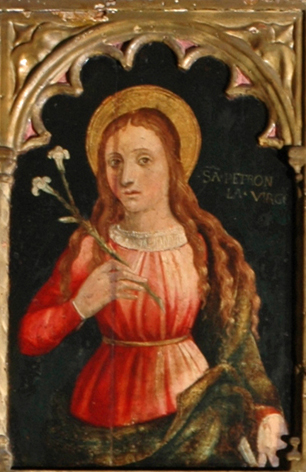
Sint-Petronella

Petronella van Rome (ook: Petronilla van Rome) is een heilige in de Rooms-Katholieke Kerk.
Het betreft een martelares die vermoedelijk in de 2e of 3e eeuw heeft geleefd. Reeds in de 4e eeuw werd ze vereerd.
Naar verluidt zou Petronella al op jonge leeftijd tot het christendom zijn bekeerd en had ze de wens om in kuisheid te leven. Dit werd door haar vader weliswaar gerespecteerd, maar een edelman die haar het hof probeerde te maken - maar werd afgewezen - gaf haar aan als christen, waarop ze werd onthoofd, aangezien ze ook weigerde om offers aan de Romeinse goden te brengen.
Haar graftombe in de Catacombe van Domitilla toonde aan dat zij van relatief hoge komaf moet zijn geweest.
Omtrent Petronella hebben zich een aantal legenden gevormd. Zo zou ze de dochter van de apostel Petrus zijn. Door Jacobus de Voragine werd, in zijn De Legende Aurea (1298), eveneens een legende van Petronella op schrift gesteld.
De feestdag van Petronella is 31 mei. Zij is de patrones van de stad Rome, van de steenhouwers en de pelgrims en reizigers. Ook wordt ze aangeroepen tegen koortsen.
In de Belgische plaats Rekem staat de Sint-Petronellakapel en wordt het reliekschrijn van Petronella in de Sint-Pieterskerk bewaard. In de Museumkerk Sint-Pieter zijn een glasraam en een houten beeld uit de 18e eeuw van haar te zien.

## Galerij

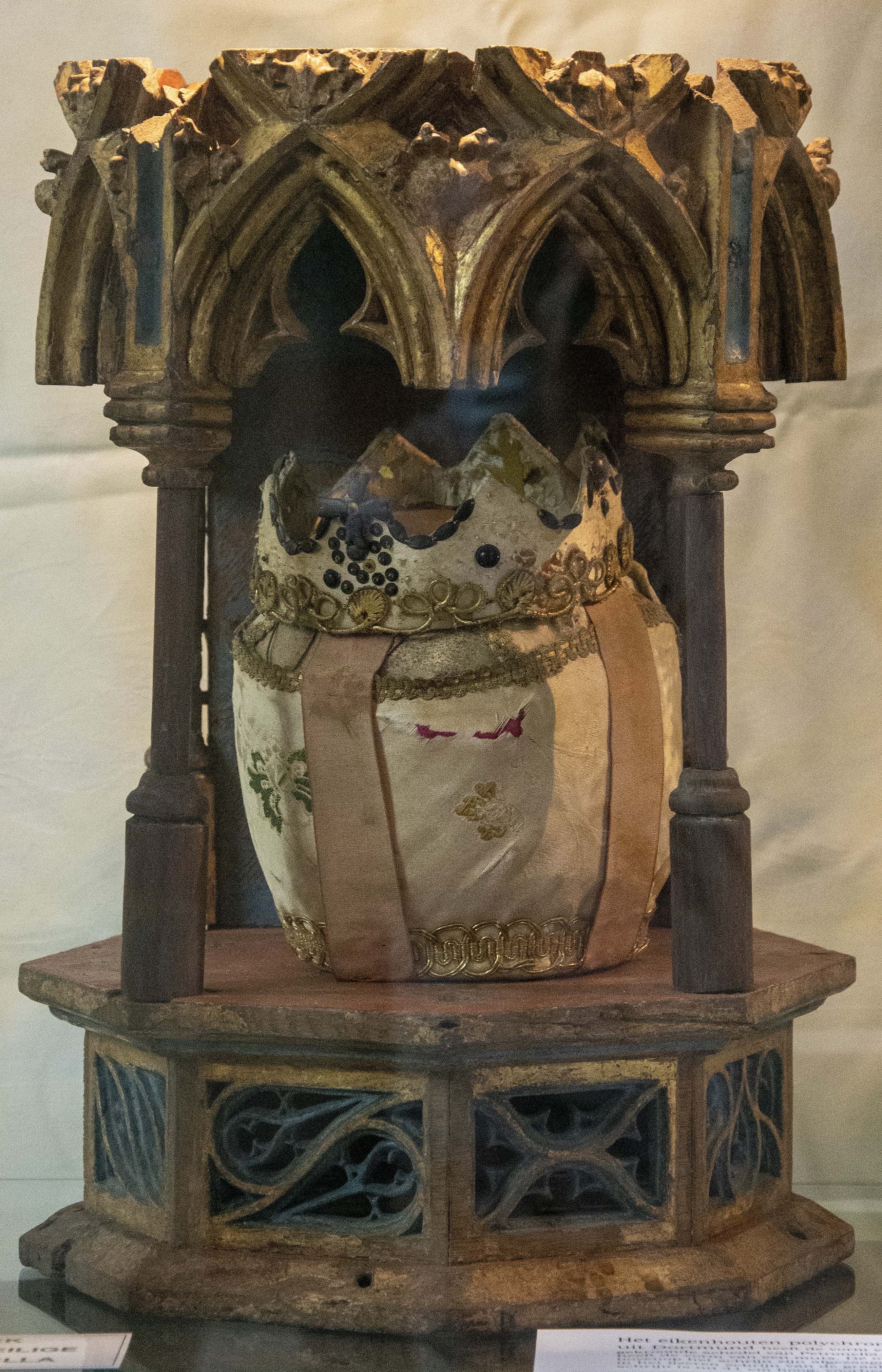
Reliekschrijn van Petronella
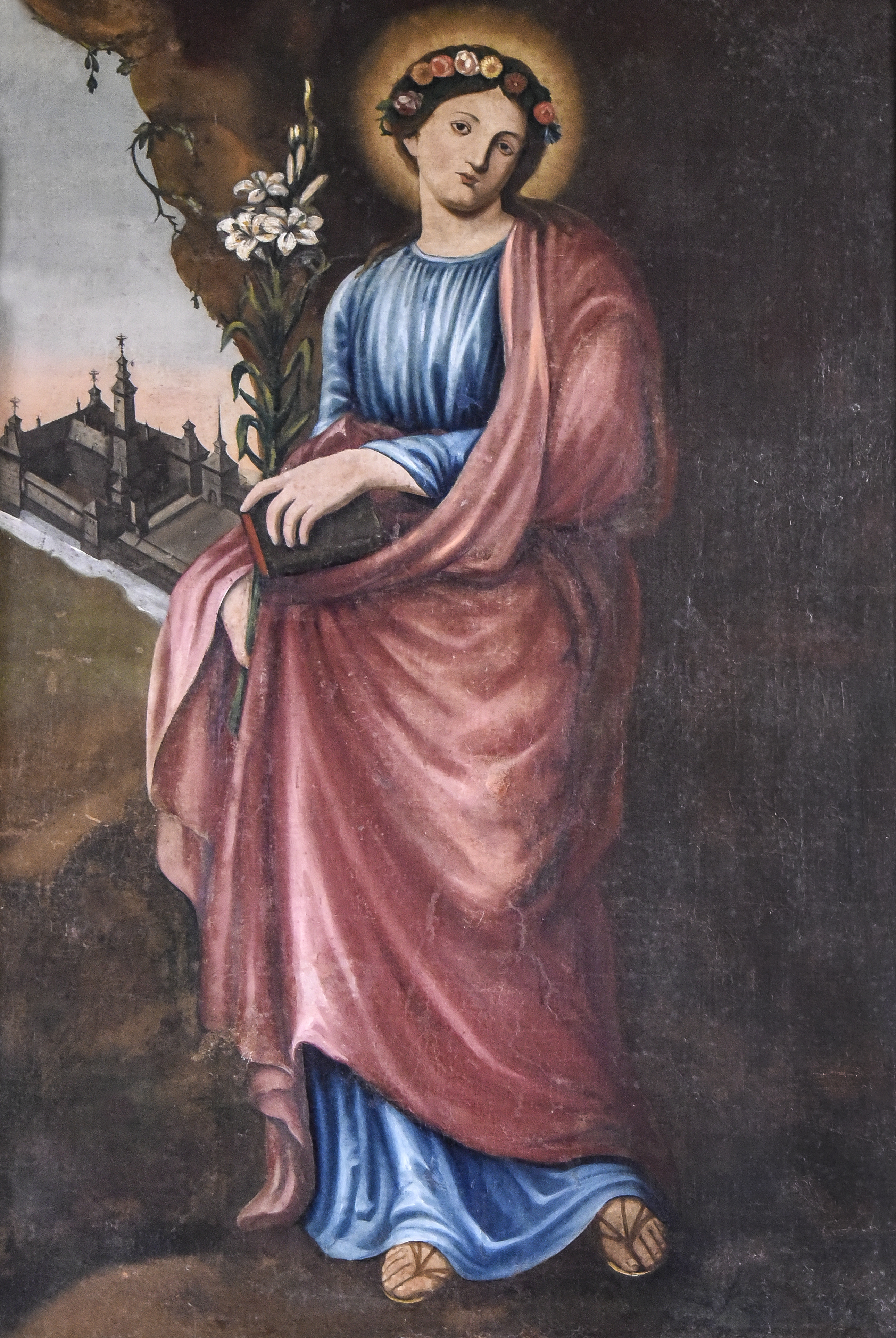
Petronella in de kapel
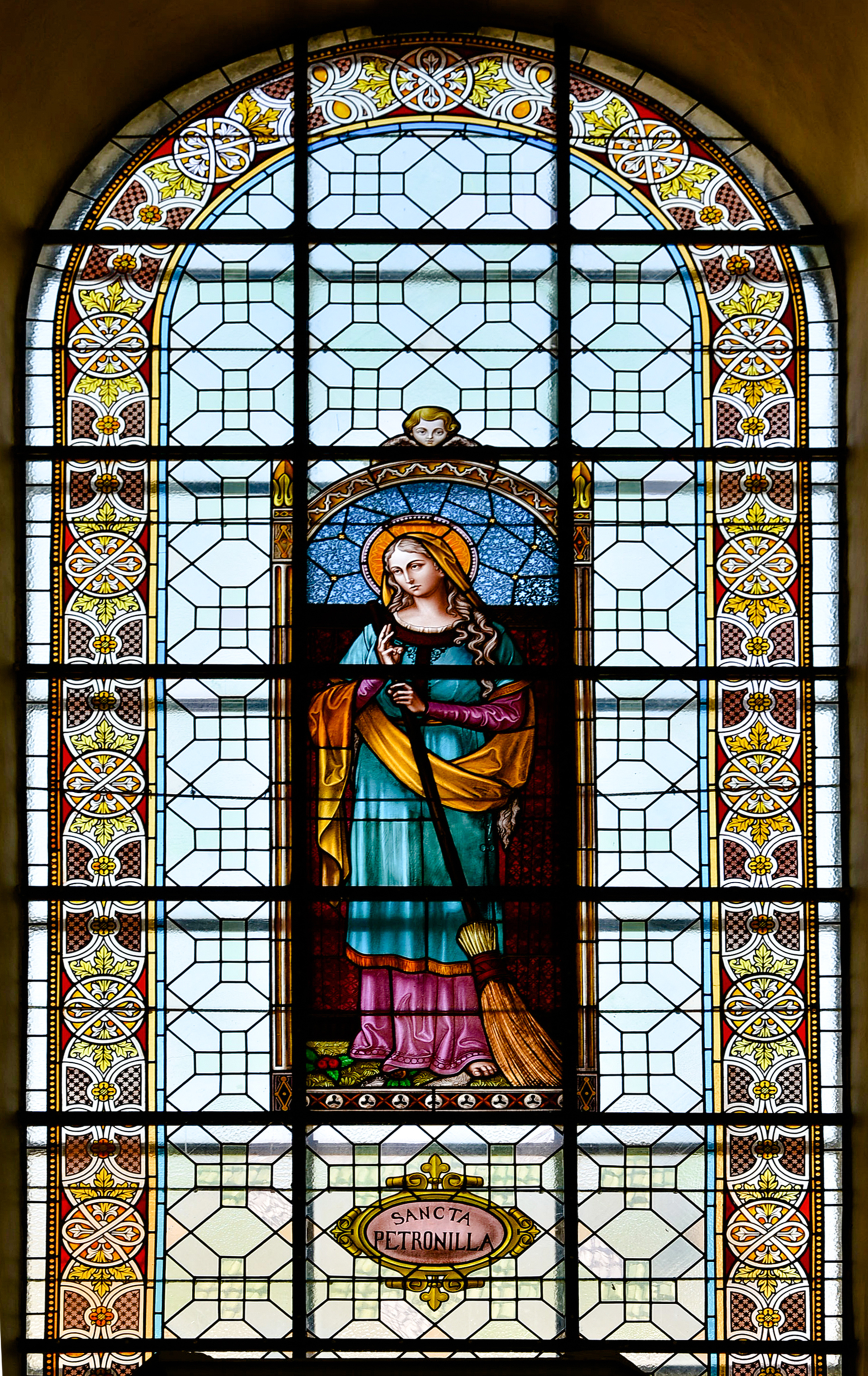
Petronella in de Museumkerk Sint-Pieter te Rekem
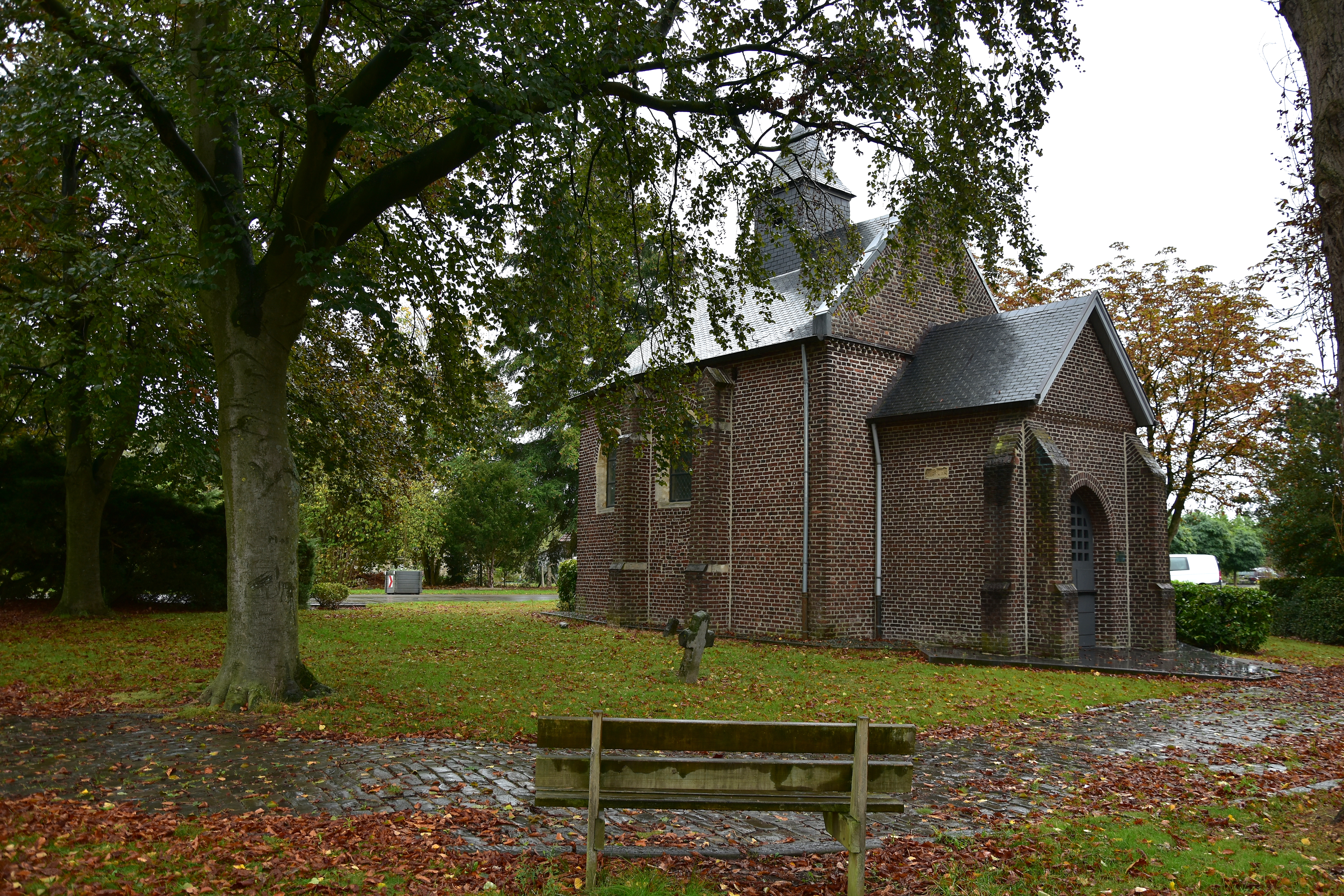
Sint-Petronellakapel
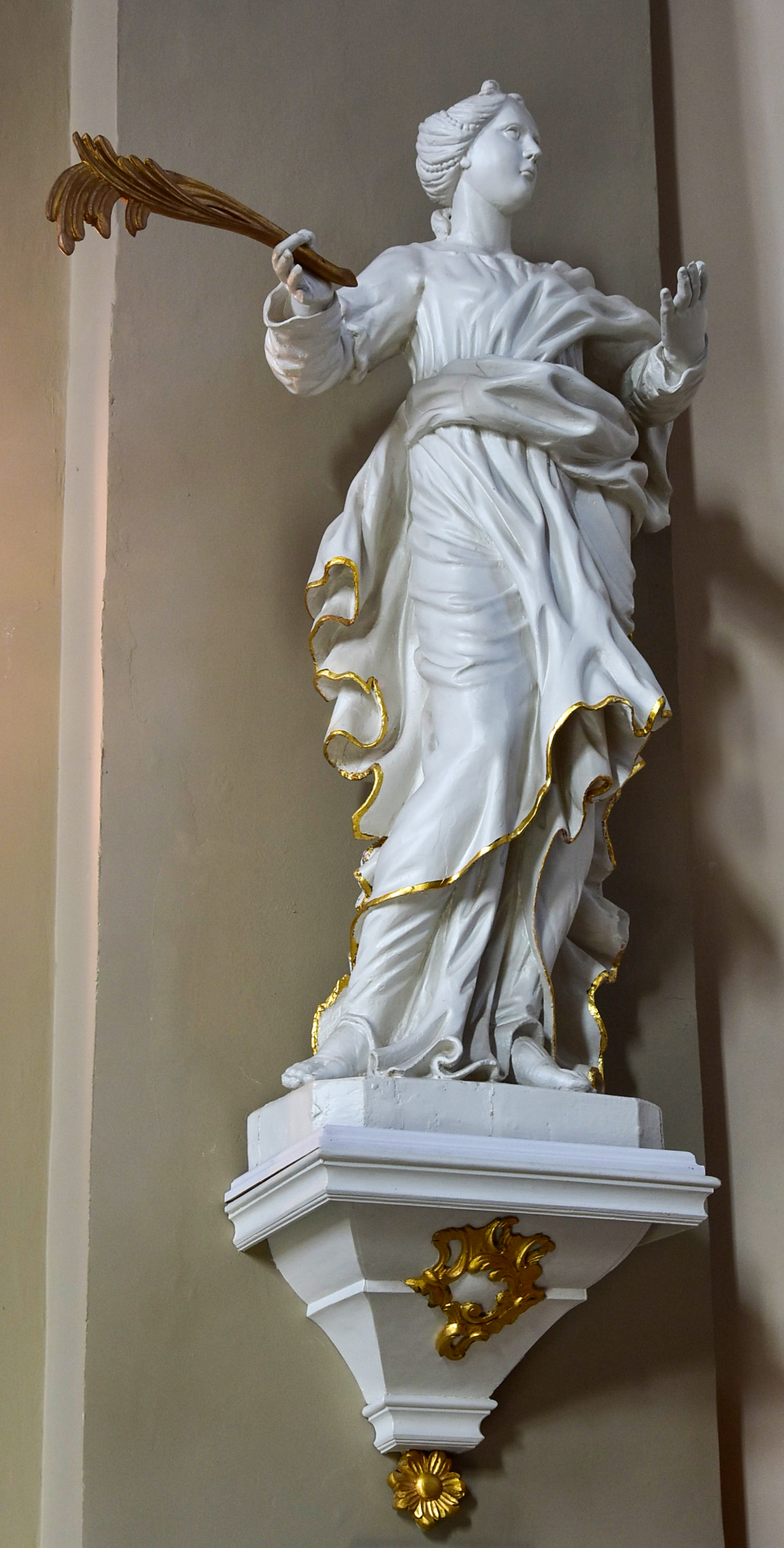
Petronella in de Museumkerk